# Xanthoparmelia kasachstania
Xanthoparmelia kasachstania är en lavart som beskrevs av Hale. Xanthoparmelia kasachstania ingår i släktet Xanthoparmelia och familjen Parmeliaceae.   Inga underarter finns listade i Catalogue of Life.